# Eutelia rivata
Eutelia rivata är en fjärilsart som beskrevs av George Francis Hampson 1902. Eutelia rivata ingår i släktet Eutelia och familjen nattflyn. Inga underarter finns listade i Catalogue of Life.